# Jack Lynch
John Mary Lunch (15. august 1917 – 20. oktober 1999) var en irsk politiker fra partiet Fianna Fáil, der var Irlands taoiseach (regeringsleder) i to omgange fra 1966 til 1973 og fra 1977 til 1979.